# Burgstelle Neu Raderach
Die Burgstelle Neue Burg Raderach ist eine abgegangene Höhenburg in Friedrichshafen. Der noch gut erhaltene Burgstall wurde in den Biergarten einer Gaststätte umgewandelt und liegt im Ortsteil Raderach der Stadt Friedrichshafen im Bodenseekreis in Baden-Württemberg.

## Geschichte

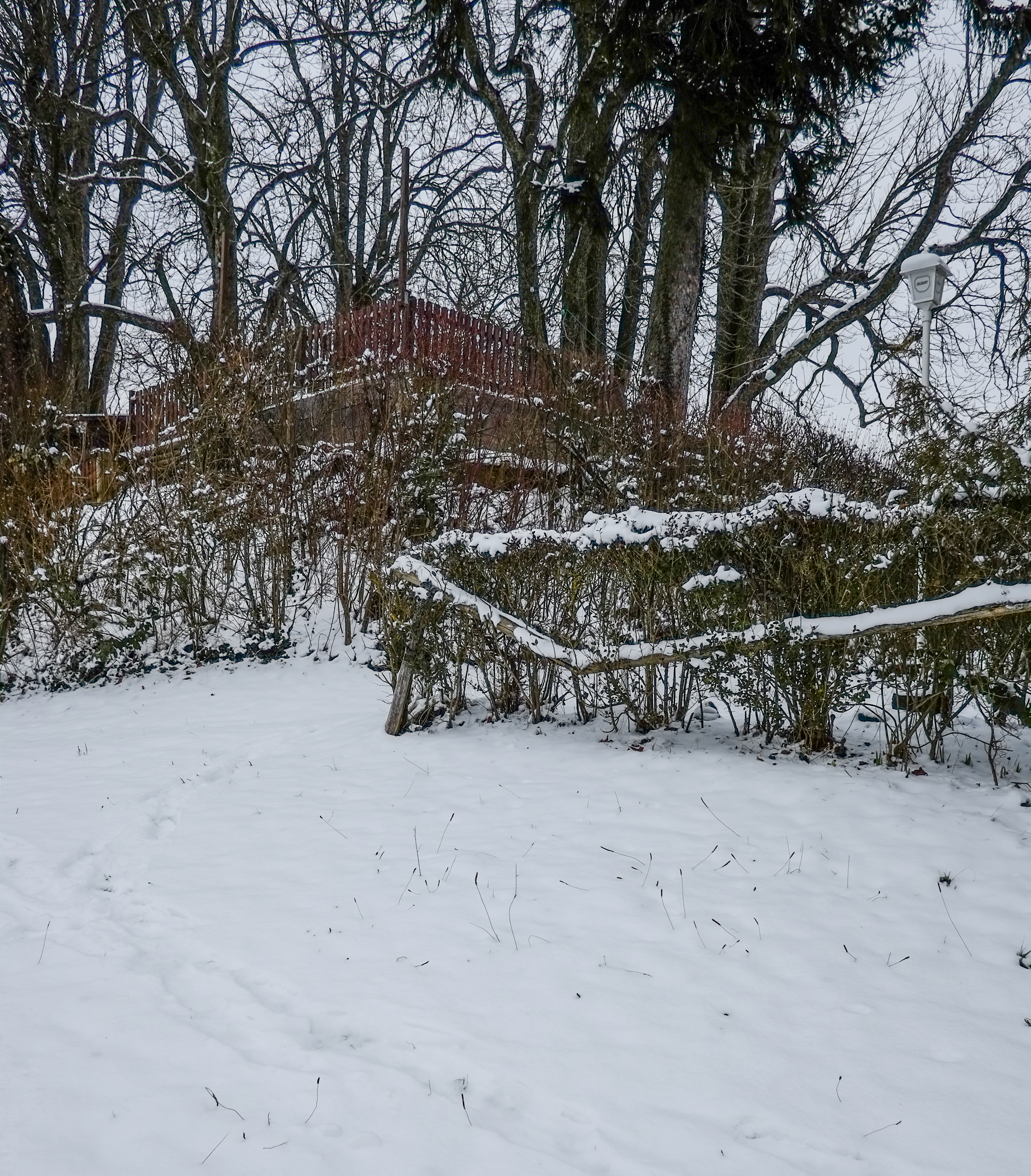
Burgstall, heute Biergarten

Die Burg der Herren von Raderach wurde auf dem Drumlin errichtet, auf dem heute noch Friedrichshafens Ortsteil Raderach liegt. Sie wird 1254 erstmals erwähnt und ist offenbar der Nachfolgebau der Burg Altraderach, die in der Region als Heidenschlösschen bekannt ist und etwa achthundert Meter südwestlich auf der Gemarkung Kluftern liegt.
Informationen über die ursprüngliche Burg liegen nicht vor. Sie gehörte zunächst den Herren von Raderach und wurde von Werner von Raderach 1287 an  Bischof von Konstanz verkauft, aber offenbar weiter von ihm bewohnt, da er noch 1293 in Nova Radirai Güter an das Kloster Salem übergibt. Die Bischöfe von Konstanz verpfänden die Burg 1324 an den Domherrn Albrecht Schenk von Beienburg. 1347 verpflichtet sich Ritter Konrad vom Riet gegenüber dem Bischof, die Burg in gutem baulichen Zustand zu halten. 1438 ist die Burg an einen Ravensburger Bürger gelangt, und wird wahrscheinlich im 15. Jahrhundert in ein Landschlösschen umgebaut, eine Bodenseekarte von 1587 zeigt bereits die oben abgebildete Bauform mit Staffelgiebeln. Auch auf einem Votivbild von 1744 ist eine Wohnburg zu erkennen, die 1824 verkauft wurde. 1836 wurde sie abgebrochen, da der letzte Besitzer der Burg, Vinzenz Brugger, offenbar den Gerüchten glaubte, in den Gemäuern sei ein Schatz versteckt. Er ließ sie Stein für Stein abtragen und aus dem Abbruchmaterial wurden unter anderem das Gasthaus Krone, der benachbarte Bauernhof und die Kapelle Mariä Heimsuchung errichtet. Von der ursprünglichen Schlosskapelle wurde das Dreifaltigkeitsbild über dem Altar, das vermutlich aus der Werkstatt des Jörg Zürn aus Überlingen stammt, eine Kreuzigungsgruppe, ein Kelch, der die Jahreszahl 1695 trägt und ein Votivbild aus dem Jahre 1744, das von der Heilung einer Krankheit erzählt, in die neue Kapelle übernommen. Im Keller des Gasthauses Krone ist heute noch der Tiefbrunnen zu sehen, der die Burg ganzjährig mit Wasser versorgte und einst außerhalb der Burg lag. Nach neueren Untersuchungen wurde der Brunnen etwa 60 Meter tief ausgebaut und erreicht fast Seeniveau. An der Stelle der Wohnburg liegt heute die Gartenwirtschaft des Gasthauses Krone. Die Lage ist durch gut erhaltene, künstlich versteilte Böschungen und einen flachen Grabenrest heute noch zu erkennen.

## Trivia

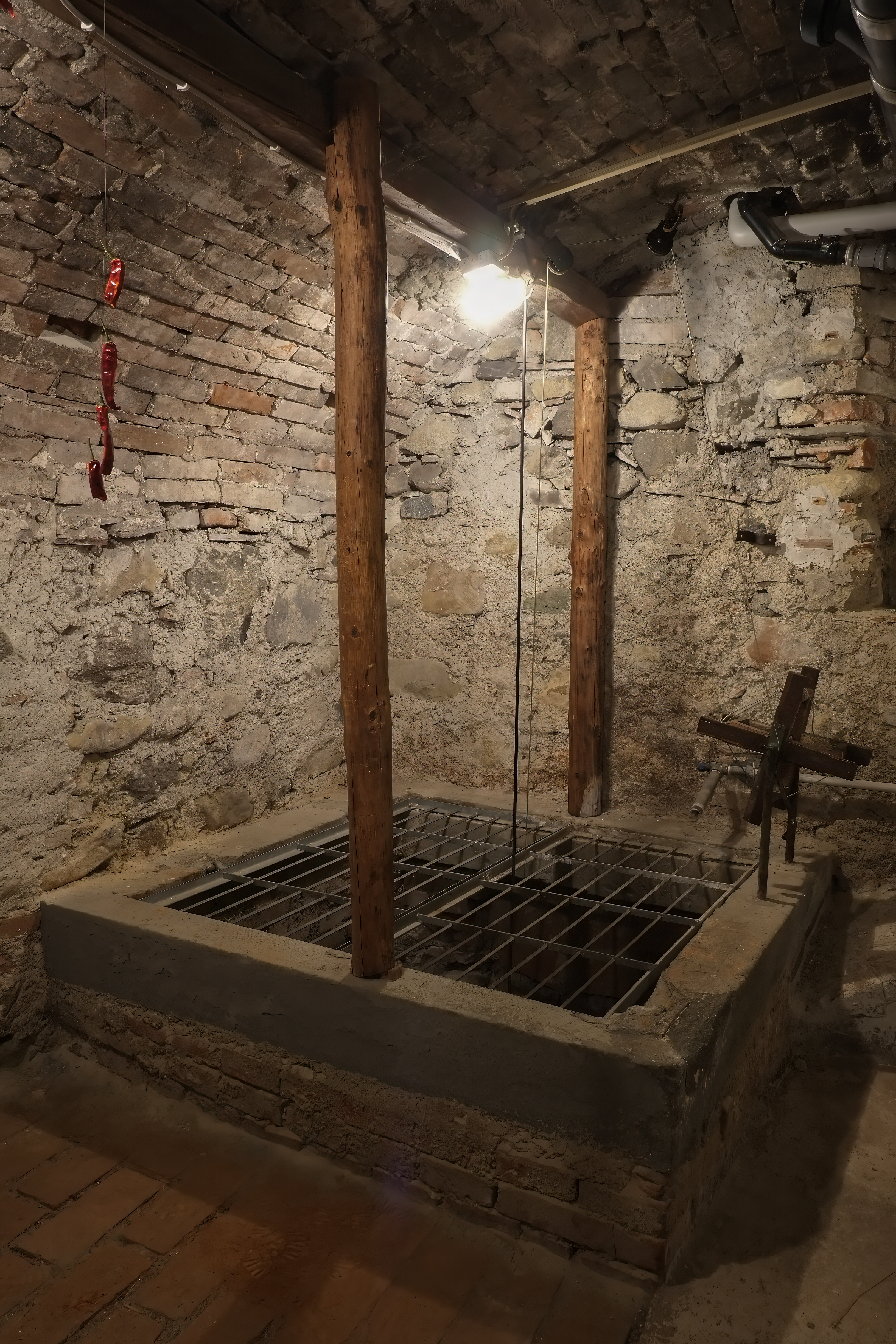
Ehemaliger Burgbrunnen

Die örtliche Überlieferung siedelt die Geschichte der Rosa von Tannenburg auf der „Alten Burg“ (Tannenburg) und der „Neuen Burg“ (Fichtenburg) an. In der Folge gibt es in Raderach eine Fichtenburgstraße, in dem näher bei der „Alten Burg“ liegenden Unterraderach eine Tannenburgstraße. Bei Brunnenbesichtigungen wird heute noch ein Haken gezeigt, der, laut der im süddeutschen Raum verbreiteten Sage, den Sohn des hier wohnenden Ritters bei einem Sturz abgefangen haben soll.